# Parafia św. Maksymiliana Kolbe w Hucie Józefów
Parafia św. Maksymiliana Kolbego w Hucie Józefów – rzymskokatolicka parafia znajdująca się w diecezji sandomierskiej w dekanacie Modliborzyce. Parafia powstała poprzez wydzielenie jej z parafii w Potoku Wielkim.
Do parafii przynależą: Felinów, Huta Józefów, Kolonia Radwanówka, Kolonia Stany, Kolonia Stojeszyn, Zarajec, Zarajec Potocki.